# 라이크 마이크
《라이크 마이크》(영어: Like Mike)는 미국에서 제작된 존 슐츠 감독의 2002년 가족 판타지 코미디 영화이다. 바우 와우 등이 출연하였고, 피터 헬러 등이 제작에 참여하였다.
이 영화는 NBA 프로덕션스에 의해 제작되었으며 실제 NBA 선수들이 등장한다. 이 영화는 2002년 7월 3일 20세기 폭스에 의해 개봉되었다.

## 출연진
- 릴 바우 와우
- 모리스 체스트넛
- 조너선 리프니키
- 로버트 포스터
- 크리스핀 글러버
- 앤 미라
- 유진 레비
- 브렌다 송
- 제시 플레먼스
- 터커 스몰우드
- 버네사 윌리엄스
- 줄리어스 찰스 리터
- 프레드 아미슨
- 레지널드 벨존슨
- 밸러리 페티퍼드
- 샌드라 프로스퍼

NBA 선수
- 빈스 카터
- 마이클 핀리
- 스티브 프랜시스
- 앨런 아이버슨
- 제이슨 키드
- 데즈먼드 메이슨
- 얼론조 모닝
- 트레이시 맥그레이디
- 스티브 내시
- 디르크 노비츠키
- 게리 페이턴
- 제이슨 리처드슨
- 데이비드 로빈슨
- 제럴드 월리스
- 러시드 월리스
- 크리스 웨버

## 기타 제작진
- 공동 제작: 테리사 콜드웰, 저메인 듀프리, 개릿 그랜트, 마이클 몰딘
- 배역: 브레넌 듀프레인, 리사 브라몽 가르시아
- 미술: 알런 제이 베터
- 의상: 메리 제인 포트